# Аттар, Наджах
Наджах аль-Аттар (араб. نجاح العطار‎; род. 10 января 1933, Дамаск) — сирийский политик, государственный деятель, первая женщина-политик в Сирии, ставшая министром (много лет занимала пост министра культуры), первая женщина в арабском мире, занявшая пост вице-президента.

## Биография

### Личная жизнь
Наджах аль-Аттар родилась и выросла в Дамаске, в семье аристократа, активного сторонника националистического движения, участника Сирийского восстания 1925—1927 годов. В 1954 году она окончила филологический факультет Дамасского университета, в течение двух следующих лет она изучала педагогику и исламоведение. Затем продолжила обучение в университете Эдинбурга, где получила степень PhD в области арабской литературы. Затем Наджах вернулась в Дамаск, и в 1960 году начала работать школьной учительницей. Наджах аль-Аттар не состоит ни в одной политической партии. Примечательно, что брат Наджах — Иссам аль-Аттар — долгое время (порядка 30 лет) возглавлял сирийское отделение организации Братьев-мусульман. Сейчас он находится в изгнании, проживает в Германии.

### Политическая карьера
В 1969 году Наджах аль-Аттар была назначена начальницей отдела литературных переводов Министерства культуры, а четыре года спустя, президент Хафез Асад назначил её министром культуры. Наджах аль-Аттар стала первой сирийкой, назначенной на министерский пост. Она оставалась министром культуры Сирии при четырёх премьер-министрах, в течение 24 лет, и была отправлена в отставку только в 2000 году, новым премьер-министром Мухаммедом Мустафой Меро.
После террористических атак 11 сентября 2001 года новый президент Сирии Башар аль-Асад назначил Наджах аль-Аттар директором Центра Диалога Цивилизаций — академической организации, основной деятельностью которой являются организация исследований, дискуссий и публикация статей о глобальной политике в мире после 9/11. В 2003—2010 годах она являлась членом правления университета Каламун — одного из старейших сирийских частных университетов. Она также является членом совета попечителей Сирийского виртуального университета — первого проекта в Сирии, предоставляющего возможность онлайн-образования.
В 2006 году Наджах аль-Аттар была назначена вторым вице-президентом Сирии по вопросам культуры, став первой женщиной в арабском мире, назначенной на подобный пост.
Наджах аль-Аттар является членом президиума Союза арабских писателей, а также Ассоциации литературных критиков. Она — автор ряда книг, в частности, в соавторстве с известным сирийским писателем Ханной Миной.